# Петерс, Рудольф
Рудольф Петерс (нем. Rudolf Peters; 21 февраля 1902, Гельзенкирхен — 18 марта 1962, Хар, Бавария) — немецкий композитор и пианист.

## Биография
Сын Генриха Петерса (1858—1917), дирижёра и музыкального педагога. Учился у своего отца до его смерти, в 1917 году концертировал со своими сочинениями в Бонне, Эссене и Кёльне. Затем учился в Бонне у Хуго Грютерса, позднее вплоть до 1920 г. учился в Штутгартской консерватории у Йозефа Хаса и Эвальда Штрессера (композиция), Макса Пауэра (фортепиано), как пианист занимался также под руководством Йозефа Пембаура. В 1921 г. произведения Петерса были включены в программу первого фестиваля современной музыки в Донауэшингене.
В 1923—1946 гг. Петерс был титулярным пианистом замка Эльмау, управляемого теологом и публицистом Иоганнесом Мюллером. Одновременно в 1942—1943 гг. исполнял обязанности корепетитора в Брауншвейге, в 1944 г. — в Лодзи. В результате нервного расстройства отошёл от профессиональной деятельности и после 1948 г. находился в психиатрической лечебнице.
Оставил сонаты для скрипки и фортепиано и виолончели и фортепиано, ряд фортепианных пьес. Творческая манера Петерса наследует Максу Регеру.